# LUX 030
LUX 030 fue un evento de artes marciales mixtas producido por LUX Fight League, que se llevó a cabo el 3 de febrero de 2023 en el Showcenter Complex de Monterrey, Nuevo León, México.

## Antecedentes
El evento estelar contó con una pelea por el Campeonato de Peso Mediano de LUX entre el campeón Iván Valenzuela y Nayib López.
La pelea coestelar contó con un combate de peso pluma entre Emmanuel Rivero y Francesco Patrón, quien llegaba con un invicto de seis triunfos en LUX.

## Resultados
1. ↑  Por el Campeonato de Peso Mediano de LUX